# Paweł Drozd
Paweł Drozd (ur. 1978) – polski dziennikarz radiowy, podcaster, były pracownik Trójki (Program III Polskiego Radia), specjalizuje się w tematyce międzynarodowej.
W Trójce jeden z prowadzących audycję „Do Południa” i „Klub Trójki”, autor „Śniadania Międzykontynentalnego”. Najbardziej znany z niedzielnej audycji „Świat z lotu Drozda” poświęconej tematyce podróżniczej i międzynarodowej. Wieloletni wydawca audycji Dariusza Rosiaka „Raport o stanie świata”. Był wydawcą i jednym z dwóch koordynatorów międzynarodowego przedsięwzięcia podróżniczego „Trójka Przekracza Granice”. Jako reporter tej akcji odwiedził Indie (50. rocznica wybuchu powstania w Tybecie) i Norwegię. Nadawał również m.in. z Bhutanu, Wielkiej Brytanii, Haiti, Stanów Zjednoczonych, Włoch, Finlandii.
Pomysłodawca i jeden z dwóch uczestników eksperymentu radiowego „Od zmierzchu do świtu”: zimowego nocowania w lesie bez specjalistycznego sprzętu i specjalistycznej odzieży transmitowanego „na żywo” na antenie Programu III 20 i 21 lutego 2013. W eksperymencie wziął udział nestor polskiego surwiwalu Krzysztof „Krisek” Kwiatkowski. Eksperyment zakończył się powodzeniem.
Współtwórca programu telewizyjnego „Boso przez świat. Archiwum”, który przypominał archiwalne polskie filmy dokumentalne dotyczące eksploracji i podróży, m.in. autorstwa Tonego Halika.
Paweł Drozd zrezygnował z pracy w Trójce 27 kwietnia 2020 r. po 19 latach pracy w Polskim Radiu. Od końca kwietnia 2020 roku prowadzi podcast „Brzmienie Świata z lotu Drozda”.
Trzykrotnie nominowany do nagrody Grand Press w kategorii „Reportaż radiowy” (lata: 2013, 2014, 2015)  za reportaże z Finlandii, Bhutanu oraz Papui-Nowej Gwinei. Jego podcast „Brzmienie Świata z lotu Drozda” został wyróżniony w konkursie Podcast Roku 2022 im. red. Janusza Majki w kategorii Wyróżnienie Patronite oraz nagrodzony nagrodą główną za Podcast Roku 2023 w kategorii „Polityka, Gospodarka, Społeczeństwo” za reportaż poświęcony Lofotom.